# Медаль «За перехід на шведський берег»
Медаль «За перехід на шведський берег» або «За перехід через Ботнічну затоку» — медаль Російської імперії, якою нагороджувались солдати, що брали участь у переході до Швеції льодом Ботнічної затоки під час російсько-шведської війни 1808–1809 років.

## Історія
Медаль була започаткована 14 квітня 1809 року імператором Олександром I у зв'язку з військовими успіхами російської армії під час російсько-шведської війни.
Медаллю нагороджувались солдати загону Михайла Барклая-де-Толлі, учасники походу до Швеції льодом Ботнічної затоки через протоку Кваркен.

## Опис
Медаль була виготовлена зі срібла. Діаметр — близько 28 мм. Гурт — гладкий. На аверсі медалі зображений вензель імператора Олександра I, над ним — велика імператорська корона. На зворотному боці — горизонтальний напис у п'ять рядків:
ЗА
ПЕРЕХОДЪ
НА ШВЕДСКЇЙ
БЕРЕГЪ
1809.
Колом уздовж краю зображувалась низка дрібних намистинок. Над датою «1809» — фігурна риска.
Медалі карбувались на Санкт-Петербурзькому монетному дворі у жовтні 1809 року. Разом було виготовлено 5443 медалей.
Відомі також варіанти медалі з бронзи, виготовлені у приватних майстернях. Розмір медалей приватної роботи менший — близько 18 мм.

## Порядок носіння
Медаль мала вушко для закріплення на стрічці. Носити медаль слід було на грудях. Стрічка медалі — Андріївська.

## Галерея

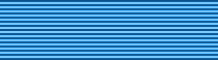
Стрічка